# Вабч-Кольонія
Вабч-Кольонія (пол. Wabcz-Kolonia, нім. Kolonie Wabsch) — село в Польщі, у гміні Стольно Хелмінського повіту Куявсько-Поморського воєводства.
У 1975-1998 роках село належало до Торунського воєводства.